# Réserve naturelle de Vassiougan
La réserve de Vassiougan est une réserve naturelle russe située sur le territoire des oblasts de Tomsk et de Novossibirsk en Sibérie.
La réserve naturelle de Vassiougan est la plus grande zone protégée de l'oblast de Tomsk. Elle a été créée le 16 décembre 2017. La réserve est située au centre de la plaine du même nom, entre les fleuves Ob et Irtych. Elle occupe une superficie de 614 803 hectares.
Sur le territoire de la réserve se trouvent les marais de Vassiougan, l'un des plus grands marécages de la planète, qui depuis 2007 sont candidats à l'inscription sur la liste du patrimoine mondial de l'UNESCO.

## Flore et faune
La réserve compte 123 espèces de plantes vasculaires, réparties en 74 genres et 39 familles. 26 espèces d'espèces végétales rares et menacées, dont 2 espèces sont répertoriées dans le Livre rouge de Russie.
La réserve abrite plus de 40 espèces de mammifères, dont au moins 23 espèces de petits mammifères (insectivores et rongeurs) et 17 espèces d'animaux de grande et moyenne taille. L'élan, l'ours brun, le renne, la zibeline, l'écureuil, le castor, le vison et la loutre de rivière sont largement répandus. 